# ادیت اسکوب
ادیت اسکوب (به فرانسوی: Édith Scob) (زاده ۲۱ اکتبر ۱۹۳۷ - درگذشته ۲۶ ژوئن ۲۰۱۹) بازیگر فرانسوی بود.
از فیلم‌های معروف او می‌توان به بازی در فیلم هوایی چنان پاک، مؤسسه زیبایی ونوس، خانواده اجاره‌ای، زمان بازمی‌گردد، ارواح وحشی، چشم‌های زرد تمساح‌ها، جما باوری و وفاداری اشاره کرد.